# Europameisterschaften 1898
Als Europameisterschaft 1898 oder EM 1898 bezeichnet man folgende Europameisterschaften, die im Jahr 1898 stattfanden:
- Eiskunstlauf-Europameisterschaft 1898
- Inoffizielle Ringer-Europameisterschaften 1898
- Ruder-Europameisterschaften 1898